# Catharsius convexiusculus
Catharsius convexiusculus là một loài bọ cánh cứng trong họ Bọ hung (Scarabaeidae).